# 溫莎 (紐約州村)
溫莎（英語：Windsor）是位於美國紐約州布魯姆縣的村。

## 人口
根據2020年美國人口普查的數據，溫莎的面積為3.02平方千米，當中陸地面積為2.85平方千米，而水域面積為0.17平方千米。當地共有人口907人，而人口密度為每平方千米300人。